# 418 Alemannia
418 Alemannia è un asteroide della fascia principale del diametro medio di circa 34,1 km. Scoperto nel 1896, presenta un'orbita caratterizzata da un semiasse maggiore pari a 2,5917892 UA e da un'eccentricità di 0,1196700, inclinata di 6,82570° rispetto all'eclittica.
Il suo nome è dedicato ad un'omonima organizzazione studentesca dell'Università di Heidelberg, in cui lavorava lo scopritore.